# 船橋若松劇場
船橋若松劇場（ふなばしわかまつげきじょう）は、かつて千葉県船橋市本町2にあったストリップ劇場。客席数100席。通称は「若松」。1969年4月13日に開館し、2013年8月31日に閉館した。

## 歴史
- 1969年（昭和44年）4月13日：仮設ストリップ劇場の名称で開館。
- 2010年（平成22年）4月30日：公然わいせつ容疑で経営者ら11名を逮捕[1]。同年9月22日から2011年（平成23年）5月18日まで千葉県公安委員会より営業停止を受けた。
- 2013年（平成25年）8月末に閉館。建物は直ちに解体され、2015年（平成27年）8月時点では一軒家が新築されている。

## 特徴
かつて千葉県には複数のストリップ劇場が存在したが、最後まで営業を続けていたのが本劇場である。住宅街に紛れて建物が存在するため、寄席または公衆浴場に見間違われることもあった。
平均的なストリップ劇場と比べてステージ設備が充実しており、客席も広いという特徴があった。
2005年7月2日放送の『出没!アド街ック天国』（テレビ東京系）では、当劇場が「名古屋の銀映、浅草ロック座と三大老舗に数えられる」と紹介された。

## 主な所属ストリッパー
- 千葉なぎさ(1995年11月11日デビュー、2011年11月20日引退)
- 牧瀬茜(1998年7月1日デビュー)
- 春乃はなみ（2005年4月21日デビュー、2011年8月20日引退）